# وایر سوئیس
وایر سوئیس با مسئولیت محدود (انگلیسی: Wire Swiss) یک شرکت نرم‌افزاری می‌باشد که مرکز آن در زوگ، سوئیس است. مرکز توسعه آن در برلین، آلمان است. این شرکت با برنامه پیام‌رسان خود به نام Wire (به فارسی: سیم) شناخته می‌شود.
برنامه Wire به کاربران اجازه می‌دهد برای تبادل رمزگذاری سرتاسر پیام‌های متنی، تماس‌های صوتی و تصویری خود با یکدیگر استفاده کنند. این برنامه در دسترس برای آی‌اواس، اندروید، مک اواس، لینوکس و سیستم‌عامل ویندوز می‌باشد و همچنین سازگار با مرورگرهای وب است.

## تاریخچه
وایر سوئیس با مسئولیت محدود در پاییز ۲۰۱۲ توسط جاناتان کریستنسن (مدیر عامل)، آلن دوریچ (مدیر ارشد فناوری) و پراییدو زیلمر (رئیس طراحی)، که قبلاً در اسکایپ و مایکروسافت کار می‌کردند. تأسیس شد.

## برنامه

### امکانات
وایر اجازه می‌دهد تا کاربران با هم به تبادل متن، صدا، ویدیو و موسیقی در پیام‌های خود بپردازند. این برنامه همچنین از پیام‌های گروهی پشتیبانی می‌کند.
برنامه گروهٔ تا پنج شرکت کنند اجازه می‌دهد که ایجاد کنید. سازگار با شرایط متنوع شبکه اینترنت می‌باشد.
برنامه پشتیبانی می‌کند از تبادل انیمیشن‌های GIF تا ۵ مگابایت از طریق یکپارچه سازی رسانه به‌وسیله شرکت Giphy. نسخه آی‌اواس و اندروید همچنین ویژگی رسم طراحی در پیام‌های خود و استفاده بیش از یک عکس در مکالمات هستند. کاربران اجازه دارند که موسیقی و فیلم‌های مورد علاقه خود از یوتیوب، ساوندکلاود، اسپاتیفای و ویمیو را در چت‌های خود به اشتراک بگذارند.

### تکنولوژی
وایر از رمزگذاری سرتاسر برای چت‌های تصویری، پیام‌های متنی و تماس صوتی استفاده می‌کند. وایر با DTLS و SRTP تماس‌های صوتیو با آرتی‌پی تماس‌های تصویری را رمزگذاری می‌کند؛ و پیام‌های متنی خود را با استفاده از پروتئوس انتقال می‌دهد. یک پروتکل است که توسعه‌دهندگان شرکت وایر براساس پروتکل سیگنال رمزگذاری می‌کند. علاوه بر این، ارتباط کلاینت-سرور در امنیت لایه انتقال محافظت می‌شود.